# Тур WTA 1991
Тур WTA 1991 (офіційно, за назвою спонсора, Kraft General Foods World Tour 1991) — серія елітних професійних тенісних турнірів, які проходили під егідою Жіночої тенісної асоціації (WTA) упродовж 1991 року. Календар Туру WTA містив 60 турнірів: турніри Великого шолома (під егідою Міжнародної тенісної федерації (ITF)), Фінал WTA та турніри 1-5 категорій. Сезон тривав з кінця листопада 1990 до листопада 1991 року.

## Графік
Нижче наведено повний розклад  турнірів сезону, включаючи перелік тенісистів, які дійшли на турнірах щонайменше до чвертьфіналу.
Позначення
| Турніри Великого шолома |
| Фінал WTA               |
| Турніри 1 категорії     |
| Турніри 2 категорії     |
| Турніри 3 категорії     |
| Турніри 4 і 5 категорій |
| Командні турніри        |

### Листопад 1990
| Тиждень      | Турнір | Чемпіонки                              | Фіналістки              | Півфіналістки                   | Чвертьфіналістки                                        |
| ------------ | --- | -------------------------------------- | ----------------------- | ------------------------------- | ------------------------------------------------------- |
| 26 листопада | Nivea Cup Сан-Паулу, Бразилія Турнір 5 категорії $75,000 – Ґрунт – 32S/32Q/16D Одиночний розряд , парний розряд | Вероніка Мартінек 6–2, 6–4             | Донна Фейбер            | Лусіана Корсато Флоренсія Лабат | Ева Швіглерова Катерін Моте Крістіна Тессі Саманта Сміт |
| 26 листопада | Nivea Cup Сан-Паулу, Бразилія Турнір 5 категорії $75,000 – Ґрунт – 32S/32Q/16D Одиночний розряд , парний розряд | Беттіна Фулько Ева Швіглерова 7–5, 6–4 | Марі П'єрс Луанн Спейдя | Лусіана Корсато Флоренсія Лабат | Ева Швіглерова Катерін Моте Крістіна Тессі Саманта Сміт |

### Січень
| Тиждень           | Турнір | Чемпіонки                                     | Фіналістки                    | Півфіналістки                            | Чвертьфіналістки                                                 |
| ----------------- | --- | --------------------------------------------- | ----------------------------- | ---------------------------------------- | ---------------------------------------------------------------- |
| 31 грудня         | Hyundai Hopman Cup Перт, Австралія ITF Mixed Teams Championships A$1,000,000 – Тверде (i) – 12 teams                                                     | Югославія · 3–0                               | Сполучені Штати Америки       | Швейцарія · Франція                      | Чехословаччина · Австралія · Радянський Союз · Іспанія           |
| 31 грудня         | Danone Hardcourt Championships Брисбен, Австралія Турнір 4 категорії $150,000 – Тверде – 56S/32Q/32D Одиночний розряд , парний розряд                    | Гелена Сукова 6–4, 6–3                        | Кідзімута Акіко               | Лариса Савченко-Нейланд Лінда Вілд       | Сабін Аппельманс Рейчел Макквіллан Юдіт Візнер Крістіна Тессі    |
| 31 грудня         | Danone Hardcourt Championships Брисбен, Австралія Турнір 4 категорії $150,000 – Тверде – 56S/32Q/32D Одиночний розряд , парний розряд                    | Джиджі Фернандес Яна Новотна 6–3, 6–1         | Патті Фендік Гелена Сукова    | Лариса Савченко-Нейланд Лінда Вілд       | Сабін Аппельманс Рейчел Макквіллан Юдіт Візнер Крістіна Тессі    |
| 7 січня           | Sydney International Сідней, Австралія Турнір 3 категорії $225,000 – Тверде – 56S/32Q/28D Одиночний розряд , парний розряд                               | Яна Новотна 6–4, 6–2                          | Аранча Санчес Вікаріо         | Барбара Паулюс Зіна Гаррісон             | Мері Джо Фернандес Мануела Малеєва Наташа Звєрєва Ніколь Брадтке |
| 7 січня           | Sydney International Сідней, Австралія Турнір 3 категорії $225,000 – Тверде – 56S/32Q/28D Одиночний розряд , парний розряд                               | Аранча Санчес Вікаріо Гелена Сукова 6–1, 6–4  | Джиджі Фернандес Яна Новотна  | Барбара Паулюс Зіна Гаррісон             | Мері Джо Фернандес Мануела Малеєва Наташа Звєрєва Ніколь Брадтке |
| 14 січня 21 січня | Відкритий чемпіонат Австралії з тенісу Мельбурн, Австралія Великий шолом $2,000,000 – Тверде – 128S/48Q/64D/32X Одиночний розряд – Парний розряд – Мікст | Моніка Селеш 5–7, 6–3, 6–1                    | Яна Новотна                   | Аранча Санчес Вікаріо Мері Джо Фернандес | Штеффі Граф Габріела Сабатіні Катарина Малеєва Анке Губер        |
| 14 січня 21 січня | Відкритий чемпіонат Австралії з тенісу Мельбурн, Австралія Великий шолом $2,000,000 – Тверде – 128S/48Q/64D/32X Одиночний розряд – Парний розряд – Мікст | Патті Фендік Мері Джо Фернандес 7–6(7–4), 6–1 | Джиджі Фернандес Яна Новотна  | Аранча Санчес Вікаріо Мері Джо Фернандес | Штеффі Граф Габріела Сабатіні Катарина Малеєва Анке Губер        |
| 14 січня 21 січня | Відкритий чемпіонат Австралії з тенісу Мельбурн, Австралія Великий шолом $2,000,000 – Тверде – 128S/48Q/64D/32X Одиночний розряд – Парний розряд – Мікст | Джо Дьюрі Джеремі Бейтс 2–6, 6–4, 6–4         | Робін Вайт Скотт Девіс        | Аранча Санчес Вікаріо Мері Джо Фернандес | Штеффі Граф Габріела Сабатіні Катарина Малеєва Анке Губер        |
| 28 січня          | Nutri-Metics Bendon Classic Окленд (Нова Зеландія), Нова Зеландія Турнір 5 категорії $100,000 – Тверде – 32S/32Q/16D Одиночний розряд , парний розряд    | Ева Швіглерова 6–2, 0–6, 6–1                  | Андреа Стрнадова              | Крістіна Тессі Мерседес Пас              | Лариса Савченко-Нейланд Донна Фейбер Забіне Гак Петра Камстра    |
| 28 січня          | Nutri-Metics Bendon Classic Окленд (Нова Зеландія), Нова Зеландія Турнір 5 категорії $100,000 – Тверде – 32S/32Q/16D Одиночний розряд , парний розряд    | Патті Фендік Лариса Савченко-Нейланд 6–3, 6–3 | Джо-Анн Фолл Джулі Річардсон  | Крістіна Тессі Мерседес Пас              | Лариса Савченко-Нейланд Донна Фейбер Забіне Гак Петра Камстра    |
| 28 січня          | Pan Pacific Open Tokyo, Японія Турнір 2 категорії $350,000 – Килим (i) – 28S/32Q/16D Одиночний розряд , парний розряд                                    | Габріела Сабатіні 2–6, 6–2, 6–4               | Мартіна Навратілова           | Мері Джо Фернандес Лаура Аррая           | Штеффі Граф Міягі Нана Робін Вайт Кеті Ріналді                   |
| 28 січня          | Pan Pacific Open Tokyo, Японія Турнір 2 категорії $350,000 – Килим (i) – 28S/32Q/16D Одиночний розряд , парний розряд                                    | Кеті Джордан Елізабет Смайлі 4–6, 6–0, 6–3    | Мері Джо Фернандес Робін Вайт | Мері Джо Фернандес Лаура Аррая           | Штеффі Граф Міягі Нана Робін Вайт Кеті Ріналді                   |

### Лютий
| Тиждень   | Турнір | Чемпіонки                                       | Фіналістки                       | Півфіналістки                       | Чвертьфіналістки                                                    |
| --------- | --- | ----------------------------------------------- | -------------------------------- | ----------------------------------- | ------------------------------------------------------------------- |
| 4 лютого  | Fernleaf Butter Classic Веллінгтон, Нова Зеландія Турнір 5 категорії $100,000 – Тверде – 32S/32Q/16D Одиночний розряд – Парний розряд    | Лейла Месхі 3–6, 7–6(7–3), 6–2                  | Андреа Стрнадова                 | Карін Кентрек Крістін Годрідж       | Ева Швіглерова Забіне Гак Барбара Ріттнер Луїс Філд                 |
| 4 лютого  | Fernleaf Butter Classic Веллінгтон, Нова Зеландія Турнір 5 категорії $100,000 – Тверде – 32S/32Q/16D Одиночний розряд – Парний розряд    | Джо-Анн Фолл Джулі Річардсон 2–6, 7–5, 7–6(7–4) | Белінда Борнео Клер Вуд          | Карін Кентрек Крістін Годрідж       | Ева Швіглерова Забіне Гак Барбара Ріттнер Луїс Філд                 |
| 4 лютого  | Oslo Open Осло, Норвегія Турнір 5 категорії $75,000 – Килим (i) – 32S/32Q/16D Одиночний розряд , парний розряд                           | Катаріна Ліндквіст 6–3, 6–0                     | Раффаелла Реджі                  | Сабін Аппельманс Паскаль Параді     | Наталі Ерреман Катрін Танв'є Сесілія Дальман Беате Райнштадлер      |
| 4 лютого  | Oslo Open Осло, Норвегія Турнір 5 категорії $75,000 – Килим (i) – 32S/32Q/16D Одиночний розряд , парний розряд                           | Клаудія Коде-Кільш Зілке Маєр 6–0, 6–2          | Сабін Аппельманс Раффаелла Реджі | Сабін Аппельманс Паскаль Параді     | Наталі Ерреман Катрін Танв'є Сесілія Дальман Беате Райнштадлер      |
| 11 лютого | Linz Open Лінц, Австрія Турнір 5 категорії $100,000 – Килим (i) – 32S/32Q/16D Одиночний розряд , парний розряд                           | Мануела Малеєва 7–5, 6–3                        | Петра Лангрова                   | Регіна Райхртова Клаудія Коде-Кільш | Євгенія Манюкова Паскаль Параді Раффаелла Реджі Маріон Маруска      |
| 11 лютого | Linz Open Лінц, Австрія Турнір 5 категорії $100,000 – Килим (i) – 32S/32Q/16D Одиночний розряд , парний розряд                           | Мануела Малеєва Раффаелла Реджі 6–4, 1–6, 6-3   | Петра Лангрова Радка Зрубакова   | Регіна Райхртова Клаудія Коде-Кільш | Євгенія Манюкова Паскаль Параді Раффаелла Реджі Маріон Маруска      |
| 11 лютого | Colorado Tennis Classic Орора (Колорадо), США Турнір 5 категорії $100,000 – Тверде (i) – 32S/32Q/16D Одиночний розряд , парний розряд    | Лорі Макніл 6–3, 6–4                            | Манон Боллеграф                  | Керрі Каннінгем Патті Фендік        | Сьюзен Слоун Андреа Леанд Гелл Сіоффі Пінат Луї Гарпер              |
| 11 лютого | Colorado Tennis Classic Орора (Колорадо), США Турнір 5 категорії $100,000 – Тверде (i) – 32S/32Q/16D Одиночний розряд , парний розряд    | Ліз Грегорі Гретхен Раш 6–4, 6-4                | Патті Фендік Лорі Макніл         | Керрі Каннінгем Патті Фендік        | Сьюзен Слоун Андреа Леанд Гелл Сіоффі Пінат Луї Гарпер              |
| 11 лютого | Virginia Slims of Chicago Чикаго, США Турнір 2 категорії $350,000 – Килим (i) – 28S/16D Одиночний розряд, парний розряд                  | Мартіна Навратілова 6–1, 6–2                    | Зіна Гаррісон                    | Гелена Сукова Гелен Келесі          | Енн Сміт Дженніфер Капріаті Емі Фрейзер Катарина Малеєва            |
| 11 лютого | Virginia Slims of Chicago Чикаго, США Турнір 2 категорії $350,000 – Килим (i) – 28S/16D Одиночний розряд, парний розряд                  | Джиджі Фернандес Яна Новотна 6–2, 6–4           | Мартіна Навратілова Пем Шрайвер  | Гелена Сукова Гелен Келесі          | Енн Сміт Дженніфер Капріаті Емі Фрейзер Катарина Малеєва            |
| 18 лютого | Virginia Slims of Oklahoma Оклахома-Сіті, США Турнір 4 категорії $150,000 – Тверде (i) – 32S/32Q/16D Одиночний розряд – Парний розряд    | Яна Новотна 3–6, 6–3, 6–2                       | Енн Сміт                         | Ліса Бондер Манон Боллеграф         | Катаріна Ліндквіст Рената Марцинковська Енн Мінтер Кончіта Мартінес |
| 18 лютого | Virginia Slims of Oklahoma Оклахома-Сіті, США Турнір 4 категорії $150,000 – Тверде (i) – 32S/32Q/16D Одиночний розряд – Парний розряд    | Мередіт Макґрат Енн Сміт 6–2, 6–4               | Катріна Адамс Джилл Гетерінгтон  | Ліса Бондер Манон Боллеграф         | Катаріна Ліндквіст Рената Марцинковська Енн Мінтер Кончіта Мартінес |
| 25 лютого | Newsweek Champions Cup and the Virginia Slims of Palm Springs Палм-Спрінгз, США Турнір 2 категорії $350,000 – Тверде – 56S/32Q/28D ● – ● | Мартіна Навратілова 6–2, 7–6(8–6)               | Моніка Селеш                     | Гелен Келесі Наталі Тозья           | Патрісія Гі Пінат Луї Гарпер Катарина Малеєва Жулі Алар-Декюжі      |
| 25 лютого | Newsweek Champions Cup and the Virginia Slims of Palm Springs Палм-Спрінгз, США Турнір 2 категорії $350,000 – Тверде – 56S/32Q/28D ● – ● | Cancelled due to rain                           |                                  | Гелен Келесі Наталі Тозья           | Патрісія Гі Пінат Луї Гарпер Катарина Малеєва Жулі Алар-Декюжі      |

### Березень
| Тиждень              | Турнір | Чемпіонки                                             | Фіналістки                     | Півфіналістки                    | Чвертьфіналістки                                                   |
| -------------------- | --- | ----------------------------------------------------- | ------------------------------ | -------------------------------- | ------------------------------------------------------------------ |
| 4 березня 11 березня | Virginia Slims of Florida Бока-Ратон, США Турнір 1 категорії $500,000 – Тверде – 56S/32Q/28D Одиночний розряд – Парний розряд             | Габріела Сабатіні 6–4, 7–6(8–6)                       | Штеффі Граф                    | Наталі Тозья Дженніфер Капріаті  | Мередіт Макґрат Мері Джо Фернандес Клаудія Порвік Regina Kordová   |
| 4 березня 11 березня | Virginia Slims of Florida Бока-Ратон, США Турнір 1 категорії $500,000 – Тверде – 56S/32Q/28D Одиночний розряд – Парний розряд             | Лариса Савченко-Нейланд Наташа Звєрєва 6–4, 7–6 (7–3) | Мередіт Макґрат Енн Сміт       | Наталі Тозья Дженніфер Капріаті  | Мередіт Макґрат Мері Джо Фернандес Клаудія Порвік Regina Kordová   |
| 18 березня           | Lipton International Players Championships Маямі, США Турнір 1 категорії $750,000 – Тверде – 96S/64Q/48D Одиночний розряд – Парний розряд | Моніка Селеш 6–3, 7–5                                 | Габріела Сабатіні              | Штеффі Граф Мері Джо Фернандес   | Мануела Малеєва Зіна Гаррісон Джинджер Гелгесон Дженніфер Капріаті |
| 18 березня           | Lipton International Players Championships Маямі, США Турнір 1 категорії $750,000 – Тверде – 96S/64Q/48D Одиночний розряд – Парний розряд | Мері Джо Фернандес Зіна Гаррісон 6–4, 6–3             | Джиджі Фернандес Яна Новотна   | Штеффі Граф Мері Джо Фернандес   | Мануела Малеєва Зіна Гаррісон Джинджер Гелгесон Дженніфер Капріаті |
| 25 березня           | U.S. Women's Hard Court Championships Сан-Антоніо, США Турнір 3 категорії $225,000 – Тверде – 16S/16Q/8D Одиночний розряд – Парний розряд | Штеффі Граф 6–4, 6–3                                  | Моніка Селеш                   | Мануела Малеєва Жулі Алар-Декюжі | Еріка Делоун Лорі Макніл Ева Швіглерова Сьюзен Слоун               |
| 25 березня           | U.S. Women's Hard Court Championships Сан-Антоніо, США Турнір 3 категорії $225,000 – Тверде – 16S/16Q/8D Одиночний розряд – Парний розряд | Патті Фендік Моніка Селеш 7–6, 6–2(7-2)               | Джилл Гетерінгтон Кеті Ріналді | Мануела Малеєва Жулі Алар-Декюжі | Еріка Делоун Лорі Макніл Ева Швіглерова Сьюзен Слоун               |

### Квітень
| Тиждень   | Турнір | Чемпіонки                                          | Фіналістки                          | Півфіналістки                        | Чвертьфіналістки                                                       |
| --------- | --- | -------------------------------------------------- | ----------------------------------- | ------------------------------------ | ---------------------------------------------------------------------- |
| 1 квітня  | Family Circle Cup Гілтон-Гед-Айленд (Південна Кароліна), США Турнір 1 категорії $500,000 – Ґрунт – 56S/32Q/28D Одиночний розряд , парний розряд | Габріела Сабатіні 6–1, 6–1                         | Лейла Месхі                         | Аранча Санчес Вікаріо Наташа Звєрєва | Федеріка Бонсіньйорі Гелена Сукова Мартіна Навратілова Яна Новотна     |
| 1 квітня  | Family Circle Cup Гілтон-Гед-Айленд (Південна Кароліна), США Турнір 1 категорії $500,000 – Ґрунт – 56S/32Q/28D Одиночний розряд , парний розряд | Клаудія Коде-Кільш Наташа Звєрєва 6–4, 6–0         | Мері-Лу Деніелс Ліз Грегорі         | Аранча Санчес Вікаріо Наташа Звєрєва | Федеріка Бонсіньйорі Гелена Сукова Мартіна Навратілова Яна Новотна     |
| 8 квітня  | Bausch & Lomb Championships Амелія (острів), США Турнір 2 категорії $350,000 – Ґрунт – 56S/32Q/28D Одиночний розряд – Парний розряд             | Габріела Сабатіні 7–5, 7–6(7–3)                    | Штеффі Граф                         | Патті Фендік Аранча Санчес Вікаріо   | Наташа Звєрєва Зіна Гаррісон Лейла Месхі Гелена Сукова                 |
| 8 квітня  | Bausch & Lomb Championships Амелія (острів), США Турнір 2 категорії $350,000 – Ґрунт – 56S/32Q/28D Одиночний розряд – Парний розряд             | Аранча Санчес Вікаріо Гелена Сукова 4–6, 6–2, 6–2  | Мерседес Пас Наташа Звєрєва         | Патті Фендік Аранча Санчес Вікаріо   | Наташа Звєрєва Зіна Гаррісон Лейла Месхі Гелена Сукова                 |
| 8 квітня  | Japan Open (теніс) Tokyo, Японія Турнір 4 категорії $150,000 – Тверде – 32S/32Q/16D Одиночний розряд – Парний розряд                            | Лорі Макніл 2–6, 6–2, 6–1                          | Сабін Аппельманс                    | Лаура Аррая Хіракі Ріка              | Емі Фрейзер Окамото Куміко Ева Швіглерова Маріанн Вердел               |
| 8 квітня  | Japan Open (теніс) Tokyo, Японія Турнір 4 категорії $150,000 – Тверде – 32S/32Q/16D Одиночний розряд – Парний розряд                            | Емі Фрейзер Кідовакі Мая 6–2, 6–4                  | Каміо Йоне Кідзімута Акіко          | Лаура Аррая Хіракі Ріка              | Емі Фрейзер Окамото Куміко Ева Швіглерова Маріанн Вердел               |
| 15 квітня | Volvo Women's Open Паттайя, Таїланд Турнір 5 категорії $75,000 – Тверде – 32S/16D Одиночний розряд – Парний розряд                              | Басукі Яюк 6–2, 6–2                                | Савамацу Наоко                      | Хіракі Ріка Маріанн Вердел           | Сара Лузмор Карін Кшвендт Міяуті Місумі Монік Джейвер                  |
| 15 квітня | Volvo Women's Open Паттайя, Таїланд Турнір 5 категорії $75,000 – Тверде – 32S/16D Одиночний розряд – Парний розряд                              | Міягі Нана Сузанна Вібово 6–1, 6–4                 | Хіракі Ріка Нісія Акемі             | Хіракі Ріка Маріанн Вердел           | Сара Лузмор Карін Кшвендт Міяуті Місумі Монік Джейвер                  |
| 15 квітня | Virginia Slims of Houston Х'юстон, США Турнір 2 категорії $350,000 – Ґрунт – 32S/16D Одиночний розряд – Парний розряд                           | Моніка Селеш 6–4, 6–3                              | Мері Джо Фернандес                  | Сандра Чеккіні Лінда Вілд            | Федеріка Бонсіньйорі Катарина Малеєва Джиджі Фернандес Енн Гроссман    |
| 15 квітня | Virginia Slims of Houston Х'юстон, США Турнір 2 категорії $350,000 – Ґрунт – 32S/16D Одиночний розряд – Парний розряд                           | Джилл Гетерінгтон Кеті Ріналді 6–1, 2–6, 6–1       | Патті Фендік Мері Джо Фернандес     | Сандра Чеккіні Лінда Вілд            | Федеріка Бонсіньйорі Катарина Малеєва Джиджі Фернандес Енн Гроссман    |
| 22 квітня | Croatian Lottery Cup Bol, ПФR Yugoslavia Турнір 5 категорії $100,000 – Ґрунт – 32S/16D Одиночний розряд – Парний розряд                         | Сандра Чеккіні 6–4, 3–6, 7–5                       | Магдалена Малеєва                   | Гелен Келесі Сандрін Тестю           | Анна-Марія Фелденьї Лаура Гарроне Чілла Бартош-Черепі Андреа Стрнадова |
| 22 квітня | Croatian Lottery Cup Bol, ПФR Yugoslavia Турнір 5 категорії $100,000 – Ґрунт – 32S/16D Одиночний розряд – Парний розряд                         | Лаура Голарса Магдалена Малеєва w/o                | Сандра Чеккіні Лаура Гарроне        | Гелен Келесі Сандрін Тестю           | Анна-Марія Фелденьї Лаура Гарроне Чілла Бартош-Черепі Андреа Стрнадова |
| 22 квітня | International Championships of Spain Барселона, Іспанія Турнір 3 категорії $225,000 – Ґрунт – 56S/28D Одиночний розряд – Парний розряд          | Кончіта Мартінес 6–4, 6–1                          | Мануела Малеєва                     | Наталі Тозья Аранча Санчес Вікаріо   | Мартіна Навратілова Жулі Алар-Декюжі Емануела Зардо Юдіт Візнер        |
| 22 квітня | International Championships of Spain Барселона, Іспанія Турнір 3 категорії $225,000 – Ґрунт – 56S/28D Одиночний розряд – Парний розряд          | Мартіна Навратілова Аранча Санчес Вікаріо 6–1, 6–3 | Наталі Тозья Юдіт Візнер            | Наталі Тозья Аранча Санчес Вікаріо   | Мартіна Навратілова Жулі Алар-Декюжі Емануела Зардо Юдіт Візнер        |
| 29 квітня | Citizen Cup Гамбург, Німеччина Турнір 2 категорії $350,000 – Ґрунт – 56S/28D Одиночний розряд – Парний розряд                                   | Штеффі Граф 7–5, 6–7(4–7), 6–3                     | Моніка Селеш                        | Юдіт Візнер Аранча Санчес Вікаріо    | Гелена Сукова Лейла Месхі Яна Новотна Катарина Малеєва                 |
| 29 квітня | Citizen Cup Гамбург, Німеччина Турнір 2 категорії $350,000 – Ґрунт – 56S/28D Одиночний розряд – Парний розряд                                   | Яна Новотна Лариса Савченко-Нейланд 7–5, 6–1       | Аранча Санчес Вікаріо Гелена Сукова | Юдіт Візнер Аранча Санчес Вікаріо    | Гелена Сукова Лейла Месхі Яна Новотна Катарина Малеєва                 |
| 29 квітня | Trofeo Ilva-Coppa Mantegazza Таранто, Італія Турнір 5 категорії $100,000 – Ґрунт – 32S/32Q/16D Одиночний розряд – Парний розряд                 | Емануела Зардо 7–5, 6–2                            | Петра Ріттер                        | Сільвія Фаріна-Елія Nanne Dalhman    | Федеріка Бонсіньйорі Флоренсія Лабат Петра Торен Нелле ван Лоттум      |
| 29 квітня | Trofeo Ilva-Coppa Mantegazza Таранто, Італія Турнір 5 категорії $100,000 – Ґрунт – 32S/32Q/16D Одиночний розряд – Парний розряд                 | Алексія Дешом-Баллере Флоренсія Лабат 6–2, 7–5     | Лаура Голарса Енн Гроссман          | Сільвія Фаріна-Елія Nanne Dalhman    | Федеріка Бонсіньйорі Флоренсія Лабат Петра Торен Нелле ван Лоттум      |

### Травень
| Тиждень            | Турнір | Чемпіонки                                       | Фіналістки                             | Півфіналістки                       | Чвертьфіналістки                                                  |
| ------------------ | --- | ----------------------------------------------- | -------------------------------------- | ----------------------------------- | ----------------------------------------------------------------- |
| 6 травня           | Internazionali d'Italia Rome, Італія Турнір 1 категорії $500,000 – Ґрунт – 56S/28D Одиночний розряд – Парний розряд                              | Габріела Сабатіні 6–3, 6–2                      | Моніка Селеш                           | Мері Джо Фернандес Кончіта Мартінес | Лейла Месхі Беттіна Фулько Мартіна Навратілова Дженніфер Капріаті |
| 6 травня           | Internazionali d'Italia Rome, Італія Турнір 1 категорії $500,000 – Ґрунт – 56S/28D Одиночний розряд – Парний розряд                              | Дженніфер Капріаті Моніка Селеш 7–5, 6–2        | Ніколь Брадтке Елна Рейнах             | Мері Джо Фернандес Кончіта Мартінес | Лейла Месхі Беттіна Фулько Мартіна Навратілова Дженніфер Капріаті |
| 13 травня          | Lufthansa Cup German Open Berlin, Німеччина Турнір 1 категорії $500,000 – Ґрунт – 56S/32Q/28D Одиночний розряд – Парний розряд                   | Штеффі Граф 6–3, 4–6, 7–6(8–6)                  | Аранча Санчес Вікаріо                  | Яна Новотна Дженніфер Капріаті      | Радка Зрубакова Джинджер Гелгесон Жулі Алар-Декюжі Анке Губер     |
| 13 травня          | Lufthansa Cup German Open Berlin, Німеччина Турнір 1 категорії $500,000 – Ґрунт – 56S/32Q/28D Одиночний розряд – Парний розряд                   | Лариса Савченко-Нейланд Наташа Звєрєва 6–3, 6–3 | Ніколь Брадтке Елна Рейнах             | Яна Новотна Дженніфер Капріаті      | Радка Зрубакова Джинджер Гелгесон Жулі Алар-Декюжі Анке Губер     |
| 20 травня          | Internationaux de Strasbourg Страсбург, Франція Турнір 4 категорії $150,000 – Ґрунт – 32S/16D Одиночний розряд – Парний розряд                   | Радка Зрубакова 7–6(7–3), 7–6(7–3)              | Рейчел Макквіллан                      | Савамацу Наоко Енн Мінтер           | Юдіт Візнер Клаудія Коде-Кільш Лаура Аррая Лорі Макніл            |
| 20 травня          | Internationaux de Strasbourg Страсбург, Франція Турнір 4 категорії $150,000 – Ґрунт – 32S/16D Одиночний розряд – Парний розряд                   | Лорі Макніл Стефані Реге 6–7(2–7), 6–4, 6–4     | Манон Боллеграф Мерседес Пас           | Савамацу Наоко Енн Мінтер           | Юдіт Візнер Клаудія Коде-Кільш Лаура Аррая Лорі Макніл            |
| 20 травня          | Geneva European Open Женева, Швейцарія Турнір 4 категорії $150,000 – Ґрунт – 32S/32Q/16D Одиночний розряд – Парний розряд                        | Мануела Малеєва 6–3, 3–6, 6–3                   | Гелен Келесі                           | Кончіта Мартінес Темі Вітлінгер     | Крістель Фоше Джинджер Гелгесон Кідовакі Мая Шон Стаффорд         |
| 20 травня          | Geneva European Open Женева, Швейцарія Турнір 4 категорії $150,000 – Ґрунт – 32S/32Q/16D Одиночний розряд – Парний розряд                        | Ніколь Брадтке Елізабет Смайлі 6–1, 6–2         | Каті Каверзасіо Мануела Малеєва        | Кончіта Мартінес Темі Вітлінгер     | Крістель Фоше Джинджер Гелгесон Кідовакі Мая Шон Стаффорд         |
| 27 травня 3 червня | Відкритий чемпіонат Франції з тенісу Paris, Франція Великий шолом $2,698,740 – Ґрунт – 128S/64Q/64D/64X Одиночний розряд – Парний розряд – Мікст | Моніка Селеш 6–3, 6–4                           | Аранча Санчес Вікаріо                  | Габріела Сабатіні Штеффі Граф       | Кончіта Мартінес Яна Новотна Мері Джо Фернандес Наталі Тозья      |
| 27 травня 3 червня | Відкритий чемпіонат Франції з тенісу Paris, Франція Великий шолом $2,698,740 – Ґрунт – 128S/64Q/64D/64X Одиночний розряд – Парний розряд – Мікст | Джиджі Фернандес Яна Новотна 6–4, 6–0           | Лариса Савченко-Нейланд Наташа Звєрєва | Габріела Сабатіні Штеффі Граф       | Кончіта Мартінес Яна Новотна Мері Джо Фернандес Наталі Тозья      |
| 27 травня 3 червня | Відкритий чемпіонат Франції з тенісу Paris, Франція Великий шолом $2,698,740 – Ґрунт – 128S/64Q/64D/64X Одиночний розряд – Парний розряд – Мікст | Гелена Сукова Цирил Сук 3–6, 6–4, 6–1           | Кароліна Віс Паул Гаргейс              | Габріела Сабатіні Штеффі Граф       | Кончіта Мартінес Яна Новотна Мері Джо Фернандес Наталі Тозья      |

### Червень
| Тиждень           | Турнір | Чемпіонки                                            | Фіналістки                   | Півфіналістки                         | Чвертьфіналістки                                                    |
| ----------------- | --- | ---------------------------------------------------- | ---------------------------- | ------------------------------------- | ------------------------------------------------------------------- |
| 10 червня         | Dow Classic Бірмінгем, Great Britain Турнір 4 категорії $150,000 – Трава – 56S/32Q/28D Одиночний розряд – Парний розряд                  | Мартіна Навратілова 6–4, 7–6(8–6)                    | Наташа Звєрєва               | Бренда Шульц-Маккарті Зіна Гаррісон   | Лорі Макніл Катрін Сюїр Манон Боллеграф Маріан де Свардт            |
| 10 червня         | Dow Classic Бірмінгем, Great Britain Турнір 4 категорії $150,000 – Трава – 56S/32Q/28D Одиночний розряд – Парний розряд                  | Ніколь Брадтке Елізабет Смайлі 6–3, 6–4              | Сенді Коллінз Елна Рейнах    | Бренда Шульц-Маккарті Зіна Гаррісон   | Лорі Макніл Катрін Сюїр Манон Боллеграф Маріан де Свардт            |
| 17 червня         | Pilkington Glass Championships Істборн, Great Britain Турнір 2 категорії $350,000 – Трава – 64S/32Q/32D Одиночний розряд – Парний розряд | Мартіна Навратілова 6–4, 6–4                         | Аранча Санчес Вікаріо        | Мері Джо Фернандес Джиджі Фернандес   | Гезер Ладлофф Басукі Яюк Яна Новотна Пем Шрайвер                    |
| 17 червня         | Pilkington Glass Championships Істборн, Great Britain Турнір 2 категорії $350,000 – Трава – 64S/32Q/32D Одиночний розряд – Парний розряд | Лариса Савченко-Нейланд Наташа Звєрєва 2–6, 6–4, 6–4 | Джиджі Фернандес Яна Новотна | Мері Джо Фернандес Джиджі Фернандес   | Гезер Ладлофф Басукі Яюк Яна Новотна Пем Шрайвер                    |
| 24 червня 1 липня | Вімблдонський турнір London, Great Britain Великий шолом $2,728,856 – Трава – 128S/64Q/64D/64X Одиночний розряд – Парний розряд – Мікст  | Штеффі Граф 6–4, 3–6, 8–6                            | Габріела Сабатіні            | Мері Джо Фернандес Дженніфер Капріаті | Зіна Гаррісон Аранча Санчес Вікаріо Мартіна Навратілова Лаура Аррая |
| 24 червня 1 липня | Вімблдонський турнір London, Great Britain Великий шолом $2,728,856 – Трава – 128S/64Q/64D/64X Одиночний розряд – Парний розряд – Мікст  | Лариса Савченко-Нейланд Наташа Звєрєва 6–4, 3–6, 6–4 | Джиджі Фернандес Яна Новотна | Мері Джо Фернандес Дженніфер Капріаті | Зіна Гаррісон Аранча Санчес Вікаріо Мартіна Навратілова Лаура Аррая |
| 24 червня 1 липня | Вімблдонський турнір London, Great Britain Великий шолом $2,728,856 – Трава – 128S/64Q/64D/64X Одиночний розряд – Парний розряд – Мікст  | Елізабет Смайлі Джон Фіцджералд 7–6(7–4), 6–2        | Наташа Звєрєва Джим П'ю      | Мері Джо Фернандес Дженніфер Капріаті | Зіна Гаррісон Аранча Санчес Вікаріо Мартіна Навратілова Лаура Аррая |

### Липень
| Тиждень  | Турнір | Чемпіонки                                    | Фіналістки                       | Півфіналістки                       | Чвертьфіналістки                                             |
| -------- | --- | -------------------------------------------- | -------------------------------- | ----------------------------------- | ------------------------------------------------------------ |
| 8 липня  | Torneo Internazionale Femminile di Palermo Палермо, Італія Турнір 5 категорії $75,000 – Ґрунт – 32S/32Q/16D Одиночний розряд – Парний розряд | Марі П'єрс 6–0, 6–3                          | Сандра Чеккіні                   | Емануела Зардо Сандра Вассерман     | Крістіна Тессі Зільке Франкль Maïder Laval Катерін Моте      |
| 8 липня  | Torneo Internazionale Femminile di Palermo Палермо, Італія Турнір 5 категорії $75,000 – Ґрунт – 32S/32Q/16D Одиночний розряд – Парний розряд | Марі П'єрс Петра Лангрова 6–3, 6–7(5–7), 6–3 | Лаура Гарроне Мерседес Пас       | Емануела Зардо Сандра Вассерман     | Крістіна Тессі Зільке Франкль Maïder Laval Катерін Моте      |
| 15 липня | Volvo San Marino Open Сан-Марино (місто), Сан-Марино Турнір 5 категорії $75,000 – Ґрунт – 32S/32Q/16D Одиночний розряд – Парний розряд       | Катя Пікколіні 6–2, 6–3                      | Сільвія Фаріна-Елія              | Елена Пампулова Дениса Крайчовичова | Раффаелла Реджі Забіне Гак Керрі Каннінгем Євгенія Манюкова  |
| 15 липня | Volvo San Marino Open Сан-Марино (місто), Сан-Марино Турнір 5 категорії $75,000 – Ґрунт – 32S/32Q/16D Одиночний розряд – Парний розряд       | Керрі-Енн Г'юз Нісія Акемі 6–0, 6–3          | Лаура Гарроне Мерседес Пас       | Елена Пампулова Дениса Крайчовичова | Раффаелла Реджі Забіне Гак Керрі Каннінгем Євгенія Манюкова  |
| 15 липня | Citröen Austrian Ladies Open Кіцбюель, Австрія Турнір 4 категорії $150,000 – Ґрунт – 32S/32Q/16D Одиночний розряд – Парний розряд            | Кончіта Мартінес 6–1, 2–6, 6–3               | Юдіт Візнер                      | Радка Зрубакова Ніколе Мунс-Ягерман | Ева Швіглерова Сандра Чеккіні Флоренсія Лабат Маріон Маруска |
| 15 липня | Citröen Austrian Ladies Open Кіцбюель, Австрія Турнір 4 категорії $150,000 – Ґрунт – 32S/32Q/16D Одиночний розряд – Парний розряд            | Беттіна Фулько Ніколе Мунс-Ягерман 7–6, 6–1  | Сандра Чеккіні Патрісія Тарабіні | Радка Зрубакова Ніколе Мунс-Ягерман | Ева Швіглерова Сандра Чеккіні Флоренсія Лабат Маріон Маруска |
| 22 липня | Westchester Cup Вестчестер (округ, Нью-Йорк), США Турнір 5 категорії $100,000 – Тверде – 32S/16D Одиночний розряд – Парний розряд            | Ізабель Демонжо 6–4, 6–4                     | Лорі Макніл                      | Лаура Аррая Розалін Феербенк        | Маркета Кохта Керрі Каннінгем Ліза Реймонд Деббі Грем        |
| 22 липня | Westchester Cup Вестчестер (округ, Нью-Йорк), США Турнір 5 категорії $100,000 – Тверде – 32S/16D Одиночний розряд – Парний розряд            | Розалін Феербенк Ліз Грегорі 7–5, 6–4        | Катріна Адамс Лорі Макніл        | Лаура Аррая Розалін Феербенк        | Маркета Кохта Керрі Каннінгем Ліза Реймонд Деббі Грем        |
| 22 липня | Fed Cup Ноттінгем, Тверде Team Турнір $0 – Ґрунт – 32 Teams                                                                                  | Іспанія · 2-1                                | Сполучені Штати Америки          | Чехословаччина · Німеччина          | Австрія · Швейцарія · Італія · Індонезія                     |
| 29 липня | Mazda Classic Сан-Дієго, США Турнір 3 категорії $225,000 – Тверде – 32S/16D Одиночний розряд – Парний розряд                                 | Дженніфер Капріаті 4–6, 6–1, 7–6(7–2)        | Моніка Селеш                     | Наталі Тозья Кончіта Мартінес       | Енн Мінтер Мануела Малеєва Зіна Гаррісон Деббі Грем          |
| 29 липня | Mazda Classic Сан-Дієго, США Турнір 3 категорії $225,000 – Тверде – 32S/16D Одиночний розряд – Парний розряд                                 | Джилл Гетерінгтон Кеті Ріналді 6–4, 3–6, 6–2 | Джиджі Фернандес Наталі Тозья    | Наталі Тозья Кончіта Мартінес       | Енн Мінтер Мануела Малеєва Зіна Гаррісон Деббі Грем          |

### Серпень
| Тиждень             | Турнір | Чемпіонки                                                | Фіналістки                                  | Півфіналістки                           | Чвертьфіналістки                                                          |
| ------------------- | --- | -------------------------------------------------------- | ------------------------------------------- | --------------------------------------- | ------------------------------------------------------------------------- |
| 5 серпня            | Virginia Slims of Albuquerque Альбукерке, США Турнір 4 категорії $150,000 – Тверде – 32S/32Q/16D Одиночний розряд – Парний розряд                 | Джиджі Фернандес 6–0, 6–2                                | Жулі Алар-Декюжі                            | Елна Рейнах Сьюзен Слоун                | Катріна Адамс Марі П'єрс Сандрін Тестю Лінда Феррандо                     |
| 5 серпня            | Virginia Slims of Albuquerque Альбукерке, США Турнір 4 категорії $150,000 – Тверде – 32S/32Q/16D Одиночний розряд – Парний розряд                 | Катріна Адамс Ізабель Демонжо 6–7(2–7), 6–4, 2–6         | Ліз Грегорі Пінат Луї Гарпер                | Елна Рейнах Сьюзен Слоун                | Катріна Адамс Марі П'єрс Сандрін Тестю Лінда Феррандо                     |
| 5 серпня            | Canadian Open (теніс) Торонто, Ontario, Канада Турнір 1 категорії $500,000 – Тверде – 56S/28D Одиночний розряд – Парний розряд                    | Дженніфер Капріаті 6–2, 6–3                              | Катарина Малеєва                            | Габріела Сабатіні Мануела Малеєва       | Гелена Сукова Наташа Звєрєва Лаура Аррая Емі Фрейзер                      |
| 5 серпня            | Canadian Open (теніс) Торонто, Ontario, Канада Турнір 1 категорії $500,000 – Тверде – 56S/28D Одиночний розряд – Парний розряд                    | Лариса Савченко-Нейланд Наташа Звєрєва 1–6, 7–5, 6–2     | Клаудія Коде-Кільш Гелена Сукова            | Габріела Сабатіні Мануела Малеєва       | Гелена Сукова Наташа Звєрєва Лаура Аррая Емі Фрейзер                      |
| 12 серпня           | Virginia Slims of Los Angeles Мангеттен-Біч (Каліфорнія), США Турнір 2 категорії $350,000 – Тверде – 56S/32Q/28D Одиночний розряд – парний розряд | Моніка Селеш 6–3, 6–1                                    | Дате-Крумм Кіміко                           | Аранча Санчес Вікаріо Габріела Сабатіні | Мерседес Пас Гелена Сукова Джо Дьюрі Лорі Макніл                          |
| 12 серпня           | Virginia Slims of Los Angeles Мангеттен-Біч (Каліфорнія), США Турнір 2 категорії $350,000 – Тверде – 56S/32Q/28D Одиночний розряд – парний розряд | Лариса Савченко-Нейланд Наташа Звєрєва 6–1, 2–6, 6–2     | Гретхен Раш Робін Вайт                      | Аранча Санчес Вікаріо Габріела Сабатіні | Мерседес Пас Гелена Сукова Джо Дьюрі Лорі Макніл                          |
| 19 серпня           | Virginia Slims of Washington Washington, D.C., США Турнір 2 категорії $350,000 – Тверде – 28S/16D Одиночний розряд – Парний розряд                | Аранча Санчес Вікаріо 6–1, 5–7, 6–4                      | Катарина Малеєва                            | Мері Джо Фернандес Лейла Месхі          | Юдіт Візнер Джиджі Фернандес Яна Новотна Зіна Гаррісон                    |
| 19 серпня           | Virginia Slims of Washington Washington, D.C., США Турнір 2 категорії $350,000 – Тверде – 28S/16D Одиночний розряд – Парний розряд                | Яна Новотна Лариса Савченко-Нейланд 5–7, 6–1, 7–6(12–10) | Джиджі Фернандес Наташа Звєрєва             | Мері Джо Фернандес Лейла Месхі          | Юдіт Візнер Джиджі Фернандес Яна Новотна Зіна Гаррісон                    |
| 19 серпня           | OTB International Open Скенектаді, США Турнір 5 категорії $100,000 – Тверде – 32S/32Q/16D Одиночний розряд – Парний розряд                        | Бренда Шульц-Маккарті 7–6(7–5), 6–2                      | Алексія Дешом-Баллере                       | Маріанн Вердел Ніколь Брадтке           | Анке Губер Савамацу Наоко Рейчел Макквіллан Флоренсія Лабат               |
| 19 серпня           | OTB International Open Скенектаді, США Турнір 5 категорії $100,000 – Тверде – 32S/32Q/16D Одиночний розряд – Парний розряд                        | Рейчел Макквіллан Клаудія Порвік 6–2, 6–4                | Ніколь Арендт Шеннен Маккарті               | Маріанн Вердел Ніколь Брадтке           | Анке Губер Савамацу Наоко Рейчел Макквіллан Флоренсія Лабат               |
| 26 серпня 2 вересня | Відкритий чемпіонат США з тенісу New York City, США Великий шолом $2,700,000 – Тверде – 128S/64Q/64D/32X Одиночний розряд – Парний розряд – Мікст | Моніка Селеш 7–6(7–1), 6–1                               | Мартіна Навратілова                         | Штеффі Граф Дженніфер Капріаті          | Кончіта Мартінес Аранча Санчес Вікаріо Габріела Сабатіні Джиджі Фернандес |
| 26 серпня 2 вересня | Відкритий чемпіонат США з тенісу New York City, США Великий шолом $2,700,000 – Тверде – 128S/64Q/64D/32X Одиночний розряд – Парний розряд – Мікст | Пем Шрайвер Наташа Звєрєва 6–4, 4–6, 7–6(7–5)            | Яна Новотна Лариса Савченко-Нейланд         | Штеффі Граф Дженніфер Капріаті          | Кончіта Мартінес Аранча Санчес Вікаріо Габріела Сабатіні Джиджі Фернандес |
| 26 серпня 2 вересня | Відкритий чемпіонат США з тенісу New York City, США Великий шолом $2,700,000 – Тверде – 128S/64Q/64D/32X Одиночний розряд – Парний розряд – Мікст | Манон Боллеграф Том Найссен 6–2, 7–6(7–2)                | Аранча Санчес Вікаріо Еміліо Санчес Вікаріо | Штеффі Граф Дженніфер Капріаті          | Кончіта Мартінес Аранча Санчес Вікаріо Габріела Сабатіні Джиджі Фернандес |

### Вересень
| Тиждень    | Турнір | Чемпіонки                                   | Фіналістки                             | Півфіналістки                        | Чвертьфіналістки                                                  |
| ---------- | --- | ------------------------------------------- | -------------------------------------- | ------------------------------------ | ----------------------------------------------------------------- |
| 16 вересня | Nichirei International Championships Tokyo, Японія Турнір 2 категорії $350,000 – Тверде – 28S/16D Одиночний розряд – Парний розряд       | Моніка Селеш 6–1, 6–1                       | Мері Джо Фернандес                     | Емі Фрейзер Катарина Малеєва         | Кідовакі Мая Деббі Грем Лаура Аррая Маріанн Вердел                |
| 16 вересня | Nichirei International Championships Tokyo, Японія Турнір 2 категорії $350,000 – Тверде – 28S/16D Одиночний розряд – Парний розряд       | Мері Джо Фернандес Пем Шрайвер 6–3, 6–3     | Керрі Каннінгем Лаура Аррая            | Емі Фрейзер Катарина Малеєва         | Кідовакі Мая Деббі Грем Лаура Аррая Маріанн Вердел                |
| 16 вересня | Open Clarins Paris, Франція Турнір 4 категорії $150,000 – Ґрунт – 32S/32Q/16D Одиночний розряд – Парний розряд                           | Кончіта Мартінес 6–0, 6–3                   | Інес Горрочатегі                       | Жулі Алар-Декюжі Мерседес Пас        | Емануела Зардо Вероніка Мартінек Ніколе Мунс-Ягерман Зілке Маєр   |
| 16 вересня | Open Clarins Paris, Франція Турнір 4 категорії $150,000 – Ґрунт – 32S/32Q/16D Одиночний розряд – Парний розряд                           | Петра Лангрова Гелена Сукова 6–4, 6–4       | Алексія Дешом-Баллере Жулі Алар-Декюжі | Жулі Алар-Декюжі Мерседес Пас        | Емануела Зардо Вероніка Мартінек Ніколе Мунс-Ягерман Зілке Маєр   |
| 23 вересня | Tournoi de Bayonne Байонна, Франція Турнір 4 категорії $150,000 – Килим (i) – 32S/32Q/16D Одиночний розряд – Парний розряд               | Мануела Малеєва 4–6, 6–3, 6–4               | Лейла Месхі                            | Рейчел Макквіллан Наталі Тозья       | Жулі Алар-Декюжі Радка Зрубакова Ева Швіглерова Клаудія Порвік    |
| 23 вересня | Tournoi de Bayonne Байонна, Франція Турнір 4 категорії $150,000 – Килим (i) – 32S/32Q/16D Одиночний розряд – Парний розряд               | Патрісія Тарабіні Наталі Тозья 6–3, Retired | Рейчел Макквіллан Катрін Танв'є        | Рейчел Макквіллан Наталі Тозья       | Жулі Алар-Декюжі Радка Зрубакова Ева Швіглерова Клаудія Порвік    |
| 23 вересня | St. Petersburg Open Санкт-Петербург, Soviet Union Турнір 5 категорії $100,000 – Килим (i) – 32S/32Q/16D Одиночний розряд – Парний розряд | Лариса Савченко-Нейланд 3–6, 6–3, 6–4       | Барбара Ріттнер                        | Джо Дьюрі Катя Олєклаус              | Олена Брюховець Ізабель Демонжо Сандрін Тестю Енн Генрікссон      |
| 23 вересня | St. Petersburg Open Санкт-Петербург, Soviet Union Турнір 5 категорії $100,000 – Килим (i) – 32S/32Q/16D Одиночний розряд – Парний розряд | Олена Брюховець Наталія Медведєва 7–5, 6–3  | Ізабель Демонжо Джо Дьюрі              | Джо Дьюрі Катя Олєклаус              | Олена Брюховець Ізабель Демонжо Сандрін Тестю Енн Генрікссон      |
| 30 вересня | Volkswagen Cup Лейпциг, Німеччина Турнір 3 категорії $225,000 – Килим (i) – 28S/16D Одиночний розряд – Парний розряд                     | Штеффі Граф 6–3, 6–3                        | Яна Новотна                            | Барбара Паулюс Аранча Санчес Вікаріо | Юдіт Візнер Катарина Малеєва Анке Губер Барбара Ріттнер           |
| 30 вересня | Volkswagen Cup Лейпциг, Німеччина Турнір 3 категорії $225,000 – Килим (i) – 28S/16D Одиночний розряд – Парний розряд                     | Манон Боллеграф Ізабель Демонжо 6–4, 6–3    | Джилл Гетерінгтон Кеті Ріналді         | Барбара Паулюс Аранча Санчес Вікаріо | Юдіт Візнер Катарина Малеєва Анке Губер Барбара Ріттнер           |
| 30 вересня | Milan Ladies Open Мілан, Італія Турнір 3 категорії $225,000 – Килим (i) – 28S/16D Одиночний розряд – Парний розряд                       | Моніка Селеш 6–3, 3–6, 6–4                  | Мартіна Навратілова                    | Кончіта Мартінес Мері Джо Фернандес  | Гелена Сукова Джиджі Фернандес Магдалена Малеєва Сабін Аппельманс |
| 30 вересня | Milan Ladies Open Мілан, Італія Турнір 3 категорії $225,000 – Килим (i) – 28S/16D Одиночний розряд – Парний розряд                       | Сенді Коллінз Лорі Макніл 7–6(7–0), 6–3     | Сабін Аппельманс Раффаелла Реджі       | Кончіта Мартінес Мері Джо Фернандес  | Гелена Сукова Джиджі Фернандес Магдалена Малеєва Сабін Аппельманс |

### Жовтень
| Тиждень   | Турнір | Чемпіонки                                      | Фіналістки                        | Півфіналістки                     | Чвертьфіналістки                                                 |
| --------- | --- | ---------------------------------------------- | --------------------------------- | --------------------------------- | ---------------------------------------------------------------- |
| 7 жовтня  | BMW European Indoors Цюрих, Швейцарія Турнір 2 категорії $350,000 – Килим (i) – 32S/32Q/16D Одиночний розряд – Парний розряд             | Штеффі Граф 6–4, 6–4                           | Наталі Тозья                      | Гелена Сукова Мануела Малеєва     | Маркета Кохта Яна Новотна Юдіт Візнер Габріела Сабатіні          |
| 7 жовтня  | BMW European Indoors Цюрих, Швейцарія Турнір 2 категорії $350,000 – Килим (i) – 32S/32Q/16D Одиночний розряд – Парний розряд             | Яна Новотна Андреа Стрнадова 6–4, 6–3          | Зіна Гаррісон Лорі Макніл         | Гелена Сукова Мануела Малеєва     | Маркета Кохта Яна Новотна Юдіт Візнер Габріела Сабатіні          |
| 14 жовтня | Porsche Tennis Grand Prix Фільдерштадт, Німеччина Турнір 2 категорії $350,000 – Килим (i) – 32S/32Q/16D Одиночний розряд – Парний розряд | Анке Губер 2–6, 6–2, 7–6(7–4)                  | Мартіна Навратілова               | Юдіт Візнер Гелена Сукова         | Наталі Тозья Яна Новотна Зіна Гаррісон Мері Джо Фернандес        |
| 14 жовтня | Porsche Tennis Grand Prix Фільдерштадт, Німеччина Турнір 2 категорії $350,000 – Килим (i) – 32S/32Q/16D Одиночний розряд – Парний розряд | Мартіна Навратілова Яна Новотна 6–2, 5–7, 6–4  | Пем Шрайвер Наташа Звєрєва        | Юдіт Візнер Гелена Сукова         | Наталі Тозья Яна Новотна Зіна Гаррісон Мері Джо Фернандес        |
| 21 жовтня | Midland Bank Championships Брайтон, Great Britain Турнір 2 категорії $350,000 – Килим (i) – 32S/32Q/16D Одиночний розряд – Парний розряд | Штеффі Граф 5–7, 6–4, 6–1                      | Зіна Гаррісон                     | Барбара Паулюс Катаріна Ліндквіст | Лорі Макніл Наталі Тозья Радка Зрубакова Катарина Малеєва        |
| 21 жовтня | Midland Bank Championships Брайтон, Great Britain Турнір 2 категорії $350,000 – Килим (i) – 32S/32Q/16D Одиночний розряд – Парний розряд | Пем Шрайвер Наташа Звєрєва 6–1, 6–2            | Зіна Гаррісон Лорі Макніл         | Барбара Паулюс Катаріна Ліндквіст | Лорі Макніл Наталі Тозья Радка Зрубакова Катарина Малеєва        |
| 21 жовтня | Puerto Rico Open Дорадо (Пуерто-Рико), Пуерто-Рико Турнір 4 категорії $150,000 – Тверде – 32S/32Q/16D Одиночний розряд – Парний розряд   | Жулі Алар-Декюжі 7–5, 7–5                      | Аманда Кетцер                     | Сабін Аппельманс Марі П'єрс       | Джиджі Фернандес Сьюзен Слоун Керрі Каннінгем Барбара Ріттнер    |
| 21 жовтня | Puerto Rico Open Дорадо (Пуерто-Рико), Пуерто-Рико Турнір 4 категорії $150,000 – Тверде – 32S/32Q/16D Одиночний розряд – Парний розряд   | Хіракі Ріка Флоренсія Лабат 6–3, 6–3           | Сабін Аппельманс Камілл Бенджамін | Сабін Аппельманс Марі П'єрс       | Джиджі Фернандес Сьюзен Слоун Керрі Каннінгем Барбара Ріттнер    |
| 28 жовтня | Arizona Classic Фінікс, США Турнір 4 категорії $150,000 – Тверде – 32S/32Q/16D Одиночний розряд – Парний розряд                          | Сабін Аппельманс 7–5, 6–1                      | Чанда Рубін                       | Каріна Габшудова Жулі Алар-Декюжі | Джинджер Гелгесон-Нілсен Кімберлі По Ніколь Брадтке Патті Фендік |
| 28 жовтня | Arizona Classic Фінікс, США Турнір 4 категорії $150,000 – Тверде – 32S/32Q/16D Одиночний розряд – Парний розряд                          | Пінат Луї Гарпер Кеммі Макгрегор 7–5, 3–6, 6–3 | Сенді Коллінз Елна Рейнах         | Каріна Габшудова Жулі Алар-Декюжі | Джинджер Гелгесон-Нілсен Кімберлі По Ніколь Брадтке Патті Фендік |

### Листопад
| Тиждень      | Турнір | Чемпіонки                                     | Фіналістки                       | Півфіналістки                           | Чвертьфіналістки                                                        |
| ------------ | --- | --------------------------------------------- | -------------------------------- | --------------------------------------- | ----------------------------------------------------------------------- |
| 4 листопада  | Virginia Slims of California Окленд (Каліфорнія), США Турнір 2 категорії $350,000 – Килим (i) – 32S/16D Одиночний розряд – Парний розряд | Мартіна Навратілова 6–3, 3–6, 6–3             | Моніка Селеш                     | Мануела Малеєва Лорі Макніл             | Лінда Вілд Емі Фрейзер Стефані Реге Марі П'єрс                          |
| 4 листопада  | Virginia Slims of California Окленд (Каліфорнія), США Турнір 2 категорії $350,000 – Килим (i) – 32S/16D Одиночний розряд – Парний розряд | Патті Фендік Джиджі Фернандес 6–4, 7–5        | Мартіна Навратілова Пем Шрайвер  | Мануела Малеєва Лорі Макніл             | Лінда Вілд Емі Фрейзер Стефані Реге Марі П'єрс                          |
| 4 листопада  | Virginia Slims of Nashville Брентвуд (Теннессі), США Турнір 4 категорії $150,000 – Тверде (i) – 32S/16D Одиночний розряд – Парний розряд | Сабін Аппельманс 6–2, 6–4                     | Катріна Адамс                    | Каріна Габшудова Наталія Медведєва      | Басукі Яюк Мері-Лу Деніелс Теммі Віттінгтон Ізабель Демонжо             |
| 4 листопада  | Virginia Slims of Nashville Брентвуд (Теннессі), США Турнір 4 категорії $150,000 – Тверде (i) – 32S/16D Одиночний розряд – Парний розряд | Сенді Коллінз Елна Рейнах 5–7, 6–4, 7–6(9–7)  | Басукі Яюк Кароліна Віс          | Каріна Габшудова Наталія Медведєва      | Басукі Яюк Мері-Лу Деніелс Теммі Віттінгтон Ізабель Демонжо             |
| 11 листопада | Jello Tennis Classic Індіанаполіс, США Турнір 4 категорії $150,000 – Тверде (i) – 32S/32Q/16D Одиночний розряд – Парний розряд           | Катарина Малеєва 7–6(7–1), 6–2                | Одра Келлер                      | Мерседес Пас Радка Зрубакова            | Сьюзен Слоун Мері-Лу Деніелс Лінда Вілд Петра Торен                     |
| 11 листопада | Jello Tennis Classic Індіанаполіс, США Турнір 4 категорії $150,000 – Тверде (i) – 32S/32Q/16D Одиночний розряд – Парний розряд           | Патті Фендік Джиджі Фернандес 6–4, 6–2        | Катріна Адамс Мерседес Пас       | Мерседес Пас Радка Зрубакова            | Сьюзен Слоун Мері-Лу Деніелс Лінда Вілд Петра Торен                     |
| 11 листопада | Virginia Slims of Philadelphia Філадельфія, США Турнір 2 категорії $350,000 – Килим (i) – 32S/32Q/16D Одиночний розряд – Парний розряд   | Моніка Селеш 7–5, 6–1                         | Дженніфер Капріаті               | Аранча Санчес Вікаріо Габріела Сабатіні | Зіна Гаррісон Бренда Шульц-Маккарті Мануела Малеєва Кончіта Мартінес    |
| 11 листопада | Virginia Slims of Philadelphia Філадельфія, США Турнір 2 категорії $350,000 – Килим (i) – 32S/32Q/16D Одиночний розряд – Парний розряд   | Яна Новотна Лариса Савченко-Нейланд 6–2, 6–4  | Мері Джо Фернандес Зіна Гаррісон | Аранча Санчес Вікаріо Габріела Сабатіні | Зіна Гаррісон Бренда Шульц-Маккарті Мануела Малеєва Кончіта Мартінес    |
| Novr 18      | Чемпіонат Туру WTA New York City, США Рік-end Championship $3,000,000 – Килим (i) – 16S/8D Одиночний розряд – Парний розряд              | Моніка Селеш 6–4, 3–6, 7–5, 6–0               | Мартіна Навратілова              | Габріела Сабатіні Яна Новотна           | Мері Джо Фернандес Дженніфер Капріаті Аранча Санчес Вікаріо Штеффі Граф |
| Novr 18      | Чемпіонат Туру WTA New York City, США Рік-end Championship $3,000,000 – Килим (i) – 16S/8D Одиночний розряд – Парний розряд              | Мартіна Навратілова Пем Шрайвер 4–6, 7–5, 6–4 | Джиджі Фернандес Яна Новотна     | Габріела Сабатіні Яна Новотна           | Мері Джо Фернандес Дженніфер Капріаті Аранча Санчес Вікаріо Штеффі Граф |

## Рейтинги
Нижче наведено по двадцять перших на кінець року гравчинь у рейтингу WTA в одиночному та парному розряді.
| Одиночний розряд Рейтинг на кінець року | Одиночний розряд Рейтинг на кінець року | Одиночний розряд Рейтинг на кінець року | Одиночний розряд Рейтинг на кінець року | Одиночний розряд Рейтинг на кінець року |
| --------------------------------------- | --------------------------------------- | --------------------------------------- | --------------------------------------- | --------------------------------------- |
| Ранг                                    | Гравчиня                                | Пункти                                  | 1990                                    | Зміна                                   |
| 1                                       | Моніка Селеш (YUG)                      | 277.5000                                | 2                                       | +1                                      |
| 2                                       | Штеффі Граф (GER)                       | 219.2929                                | 1                                       | -1                                      |
| 3                                       | Габріела Сабатіні (ARG)                 | 200.0625                                | 5                                       | +2                                      |
| 4                                       | Мартіна Навратілова (USA)               | 191.1209                                | 3                                       | -1                                      |
| 5                                       | Аранча Санчес Вікаріо (ESP)             | 153.4042                                | 7                                       | +2                                      |
| 6                                       | Дженніфер Капріаті (USA)                | 142.9872                                | 8                                       | +2                                      |
| 7                                       | Яна Новотна (CZE)                       | 108.5754                                | 13                                      | +6                                      |
| 8                                       | Мері Джо Фернандес (USA)                | 100.9980                                | 4                                       | -4                                      |
| 9                                       | Кончіта Мартінес (ESP)                  | 95.0357                                 | 11                                      | +2                                      |
| 10                                      | Мануела Малеєва (SUI)                   | 87.6250                                 | 9                                       | -1                                      |
| 11                                      | Катарина Малеєва (BUL)                  | 74.8938                                 | 6                                       | -5                                      |
| 12                                      | Зіна Гаррісон (USA)                     | 66.4118                                 | 10                                      | -2                                      |
| 13                                      | Наталі Тозья (FRA)                      | 64.6053                                 | 18                                      | +5                                      |
| 14                                      | Анке Губер (GER)                        | 62.2143                                 | 37                                      | +23                                     |
| 15                                      | Лейла Месхі (URS)                       | 61.2333                                 | 19                                      | +4                                      |
| 16                                      | Юдіт Візнер (AUT)                       | 58.8929                                 | 17                                      | +1                                      |
| 17                                      | Гелена Сукова (CZE)                     | 56.7500                                 | 14                                      | -3                                      |
| 18                                      | Сабін Аппельманс (BEL)                  | 50.8813                                 | 22                                      | +4                                      |
| 19                                      | Лорі Макніл (USA)                       | 45.6727                                 | 52                                      | +33                                     |
| 20                                      | Жулі Алар-Декюжі (FRA)                  | 44.9391                                 | 41                                      | +21                                     |

| Парний розряд Рейтинг на кінець року | Парний розряд Рейтинг на кінець року | Парний розряд Рейтинг на кінець року | Парний розряд Рейтинг на кінець року | Парний розряд Рейтинг на кінець року |
| ------------------------------------ | ------------------------------------ | ------------------------------------ | ------------------------------------ | ------------------------------------ |
| Ранг                                 | Гравчиня                             | Пункти                               | 1990                                 | Зміна                                |
| 1                                    | Яна Новотна (CZE)                    | 376.4444                             | 2                                    | +1                                   |
| 2                                    | Лариса Савченко-Нейланд (URS)        | 341.7549                             | 7                                    | +5                                   |
| 3                                    | Наташа Звєрєва (URS)                 | 330.4679                             | 5                                    | +2                                   |
| 4                                    | Джиджі Фернандес (USA)               | 319.5391                             | 3                                    | -1                                   |
| 5                                    | Мері Джо Фернандес (USA)             | 245.4052                             | 6                                    | +1                                   |
| 6                                    | Мартіна Навратілова (USA)            | 241.1909                             | 4                                    | -2                                   |
| 7                                    | Аранча Санчес Вікаріо (ESP)          | 222.3563                             | 8                                    | +1                                   |
| 8                                    | Гелена Сукова (CZE)                  | 208.7786                             | 1                                    | -7                                   |
| 9                                    | Пем Шрайвер (USA)                    | 200.9474                             | 92                                   | +83                                  |
| 10                                   | Патті Фендік (USA)                   | 188.1000                             | 11                                   | +1                                   |
| 11                                   | Енн Сміт (USA)                       | 176.2258                             | 17                                   | +6                                   |
| 12                                   | Зіна Гаррісон (USA)                  | 174.3524                             | 13                                   | +1                                   |
| 13                                   | Джилл Гетерінгтон (CAN)              | 145.7619                             | 43                                   | +30                                  |
| 14                                   | Елізабет Смайлі (AUS)                | 141.7350                             | 10                                   | -4                                   |
| 15                                   | Мерседес Пас (ARG)                   | 141.3158                             | 14                                   | -1                                   |
| 16                                   | Катріна Адамс (USA)                  | 137.8947                             | 21                                   | +5                                   |
| 17                                   | Елна Рейнах (RSA)                    | 137.8500                             | 19                                   | +2                                   |
| 18                                   | Ніколь Брадтке (AUS)                 | 135.8824                             | 26                                   | +8                                   |
| 19                                   | Лорі Макніл (USA)                    | 134.6842                             | 22                                   | +3                                   |
| 20                                   | Кеті Ріналді (USA)                   | 134.6000                             | 80                                   | +60                                  |